# Alberto Zolezzi
Alberto Zolezzi (Lavagna, 8 août 1974) est un homme politique italien.

## Biographie
En 2013, il est élu député de la circonscription Lombardie 3 pour le Mouvement 5 étoiles.